# النهج الشهابي
النهج الشهابي أو المدرسة الشهابية ينسب إلى رئيس الجمهورية اللبنانية الثالث فؤاد شهاب.
لم يتبع فؤاد شهاب أي من الأيديولوجيات السياسية السائدة في ذلك الوقت كما أنه لم يؤسس أي حزب سياسي. وأتبع المبادئ الإنسانية والأخلاقية العامة.
و ما عرف بالشهابية هو نمط الإدارة العامة والسياسية التي أتبعها شهاب خلال فترة حكمه. وقد صبغ هذه الإدارة بشخصيته التي تأثرت بعدد من العوامل أبرزها الحياة العسكرية و"الشعور بالمسؤولية التاريخية وبالسيادة والأنفة والترفّع عن الصغائر، إلى جانب قناعته العميقة بالعدالة الاجتماعية، التي تنبع من إيمانه بالله، وقد ترسّخت هذه المبادئ لديه من جرّاء متابعته لأفكار التيار الفكري – السياسي – الإنساني، الذي ولد في الغرب وفي فرنسا تحديداً قبيل الحرب العالمية الثانية، واستمر بعدها، وهذا ما دفعه إلى الاستعانة بالأب لوبري الخبير الدولي بشؤون التنمية الاجتماعية الشاملة.
تمحورت الشهابية حول الأفكار والقضايا التالية: إصلاح الدولة وتحديث الإدارة وإنشاء المؤسسات العامة والتخفيف من وطأة الإقطاع السياسي على الحياة السياسية اللبنانية. كما كانت الشهابية تنادي بالسيادة، الوحدة الوطنية، اللاتعصب واللاتطرّف، العدالة الاجتماعية، الديمقراطية، النظام البرلماني، إبعاد الجيش عن السياسة، انتماء لبنان العربي، الانفتاح على الغرب والعالم والعصر.
تواجهت الشهابية مع معظم الطبقة السياسية اللبنانية وواجهت معارضة شديدة أبرزها من أركان الحلف الثلاثي. وقد اتهمت الشهابية بتسليط مخابرات الجيش اللبناني أو المكتب الثاني  على السياسيين. وأدى وصول الرئيس سليمان فرنجية إلى الحكم إلى مطاردة أنصار النهج الشهابي وإبعادهم كما إلى محاكمة ضباط المكتب الثاني.
```
إضافة لشهاب انتخب رئيسان محسوبان على الشهابية وهما 
إلياس سركيس
 
وشارل حلو
. من أركان الشهابية 
رئيس الوزراء
 
رشيد كرامي
 
ورئيس المجلس النيابي
 
صبري حمادة
 والوزراء 
فؤاد بطرس
[
1
]
 
وجميل لحود
 
وجان عزيز
.
```